# Julio Ducuron

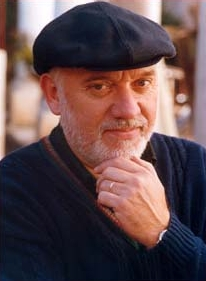
Julio Ducuron, 2007

Julio Ducuron (* 24. November 1946 in Río Cuarto, Provinz Córdoba, Argentinien) ist ein argentinischer impressionistischer Landschaftsmaler. Er ist bekannt für seine Darstellungen des Latein-Amerikanischen Lebens.

## Biographie
1946 wurde Ducuron in der argentinischen Provinz Córdoba geboren. Er ist von französischer Abstammung; seine Eltern, Julio Ducuron und Elsa Lebrone, sind Nachkommen französischer Basken aus Madiran, einer Stadt in den Hochpyrenäen. Ducuron gewann mit 13 Jahren seinen ersten professionellen Kunstwettbewerb. 1960 zeichnete die Jury der Rio-Cuarto-Kunstausstellung Ducuron in dem Freilichtkunst-Wettbewerb aus.
Ducurons erster Kunstlehrer, Prof. Angel Vieyra, war Zeuge dieses Ereignisses. Die siegreiche Zeichnung „The Hillrock“ (zu deutsch: „Der Bergfels“) wurde am selben Tag auch von Don Libero Pierini, einem bekannten italienischen Künstler, gesehen. Pierini war von den Werken des jungen Ducuron begeistert, sodass er mit Don Marciano Longarini, dem Direktor der Kunstschule, sprach und diesen davon überzeugen wollte, den jungen Künstler vor dem Mindestalter aufzunehmen. Er war erfolgreich, und Ducuron wurde der jüngste Schüler der Escuela Provincial de Bellas Artes in Rio Cuarto. 1966 hatte er bereits seine erste eigene Ausstellung in der El Círculo Art Gallery.

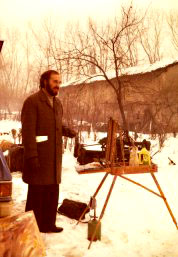
Julio Ducuron 1976 in Italien

Ducuron studierte Wirtschaftswissenschaft und erzielte seinen Abschluss 1970. Im selben Jahr wurde er durch das Kunststudiumprogramm am Grace College in Winona Lake, Indiana, ausgezeichnet. 1972–1992 gründete und leitete er die Fernando-Fader-Kunstgalerie in Rio Cuarto, und von 1973 bis 1976 war er  Direktor des Landesmuseums von Rio Cuarto. Außerdem erstellte und veranstaltete er ein Fernsehprogramm unter dem Namen „The Museum Brought to Your Home“ (zu deutsch: „Das Museum wird zu Ihnen nach Hause gebracht“). 1974 wurden seine Gemälde erstmals in Italien ausgestellt.

Er unternahm Reisen nach Italien, um an einzelnen Kunstausstellungen in Mailand, Legnano, Cremona, Bra, Bollate, Casale Monferrato und Monza teilzunehmen. Jedes seiner 62 Gemälde wurde in Italien innerhalb von drei Monaten verkauft. In diesem Jahr gewann er einen Kunstpreis in Monza.
Von 2000 bis 2003 war er Direktor der Superior Fine Arts County School in Río Cuarto.